# 死路

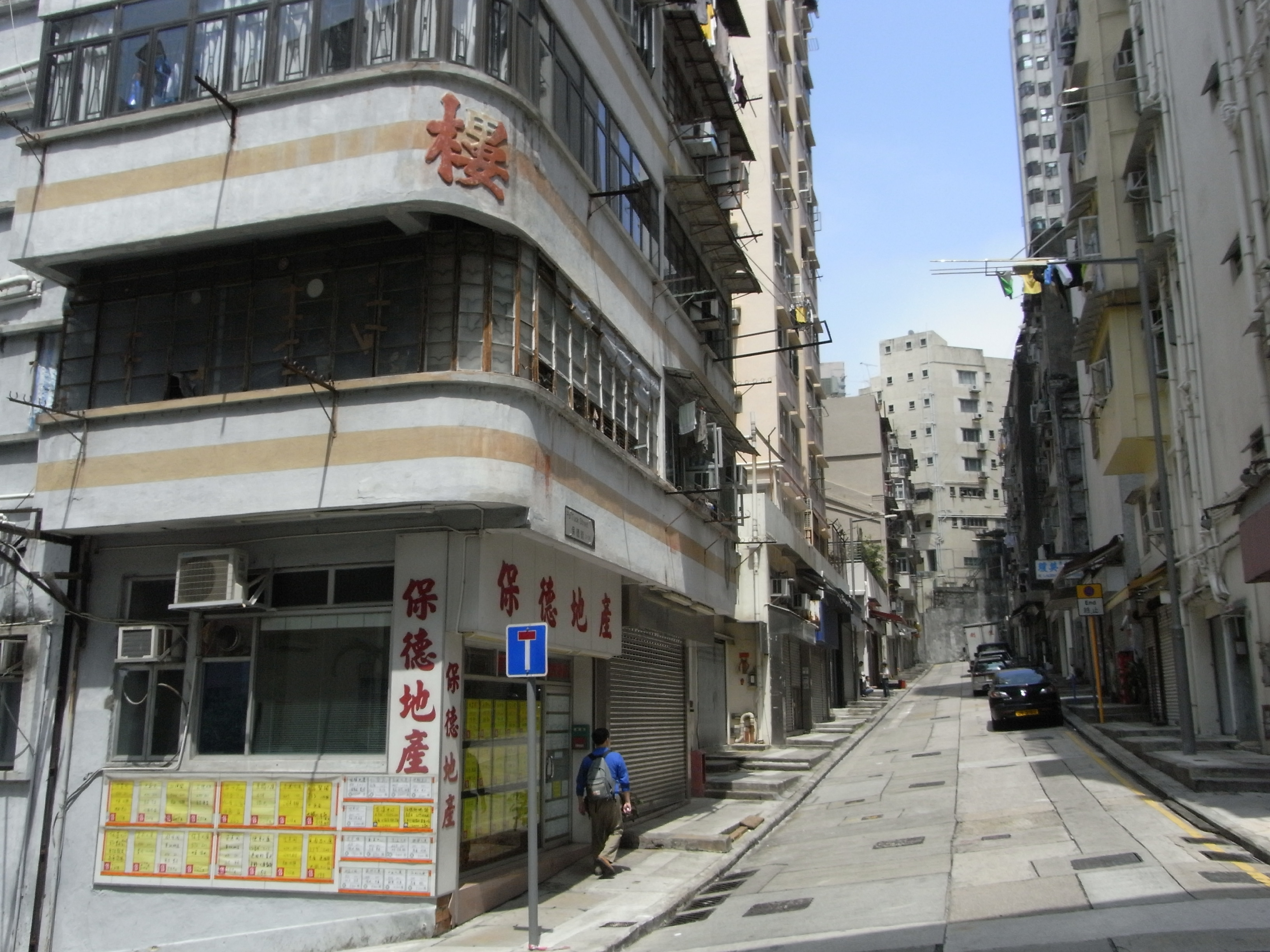
在香港石塘咀的保德街是一條盡頭路

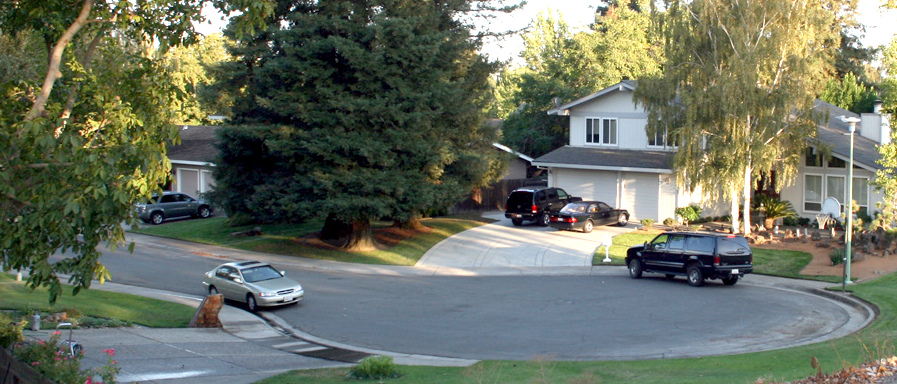
一條位於美國加州沙加緬度的囊底路

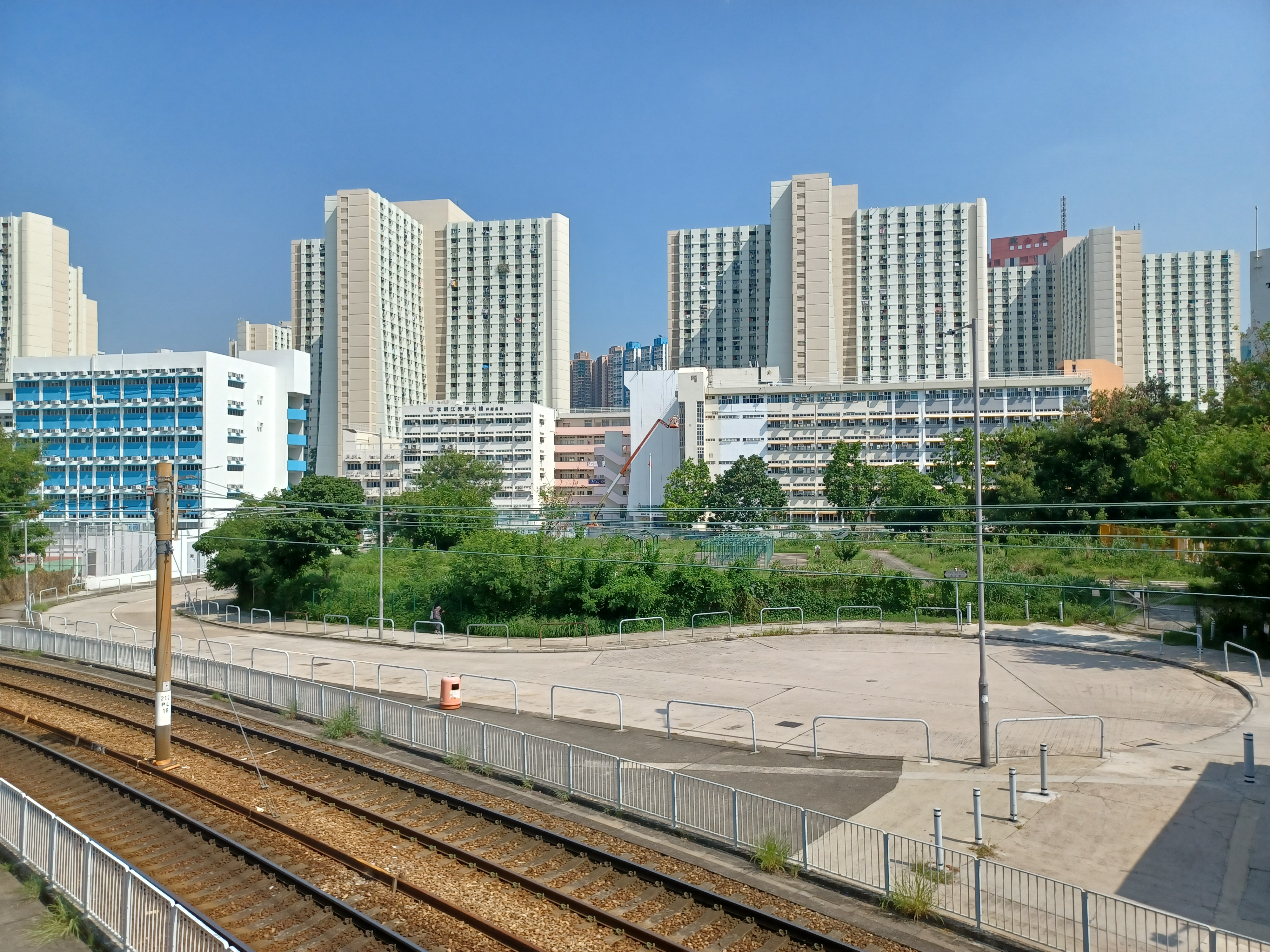
在香港屯門的良才里是一條典型的囊底路

死路是指僅有一邊可以出入的道路，因有盡頭之處而以「死」稱之。通常見於街道、巷道或野外道路上，多為不同年代的都市設計或道路規劃產生差異下，導致道路無法延續而成，但也有因交通寧靜、社區安全防護等緣由而特別設計的，例如囊底路。假若路人不熟悉道路，誤入死路會浪費時間，因為路有盡頭，非原路折返不可，所以不少死路都會在路口處安裝單程路或「此路不通」等路標，以警告用路人。

## 種類
- 私家路 － 不少私家路為私人地方，故設計為死路以防閒人進入。
- 囊底路 - 盡頭設計為環狀（英语：Roundabout），車輛行駛至盡頭後可迴旋駛出[1]。因形似囊狀而得名，西方語系則以法語（kyd.sak；意為袋底）稱之、或衍伸出類似寫法。
- 封路、路面工程 － 有時改道或路面工程會使一些道路變成死胡同。
- 前路有路障、城牆、水浸、危險等。

## 交通標誌
根據1968年《維也納路標和信號公約》，此路不通標誌為藍色底色，上方為紅色長方形，下方為白色長方形。

《維也納路標和信號公約》標誌（大部份國家或地區使用此標誌）

### 世界各地的交通標誌

澳洲和菲律賓
澳洲
南部非洲發展共同體
巴西
加拿大（安大略省）
加拿大（愛德華王子島省）
加拿大（魁北克省）
香港
台灣
愛爾蘭
新西蘭
阿拉伯聯合酋長國
美國
美國
美國
美國

## 衍生應用
「死路」一詞被衍生用作日常用語，可指事情遇到的絕望境況，如「前無去路，後有追兵」或「死路一條」。
四面楚歌楚漢相爭時期，項羽被劉邦軍隊在垓下以十面埋伏之計大敗，並且以四面奏放楚曲的計謀弄得項羽軍心離散，無心戀戰。垓下之战戰敗後遇到的處境，後逃到烏江時自刎而死，因為他人生之中遇上死路。雖然烏江亭長已經為項羽預備了一條船，給他渡江，但他以無顏面對江東父老為由而自刎。
趕狗入窮巷指迫使劣勢者進到死路，喻意當被迫成最惡劣的情況下，事情便會反過來，也可指做事不要欺人太甚，否則將得到反噬。
背水一戰指韓信在井陘之戰一反兵法上的常理，將軍隊佈置在劣勢的死路中，以「置之死地而後生，置之亡地而後存」之理迫使士卒們拼死作戰，最後大勝。